# Береке (Сайрамский район)
Береке (каз. Береке, до 2000 г. — Покатиловка) — село в Сайрамском районе Туркестанской области Казахстана. Входит в состав Карасуского сельского округа. Код КАТО — 515257900.

## Население
В 1999 году население села составляло 61 человек (31 мужчина и 30 женщин). По данным переписи 2009 года, в селе проживало 65 человек (34 мужчины и 31 женщина).